# Bico-de-sapato
O bico-de-sapato (nome científico: Balaeniceps rex), popularmente conhecido como bico-de-tamanco  ou cegonha-bico-de-sapato, é uma ave de bico grande. Tem características de uma cegonha, um pelicano, e de uma garça, mas não é parente de nenhum deles, os cientistas acreditam que o seu parente mais próximo seja o cabeça-de-martelo. Vive em regiões pantanosas localizadas no centro do continente africano, do Sudão à Zâmbia. Alimenta-se, basicamente, de peixes e rãs. É uma espécie de ave pelecaniforme, a única da família Balaenicipitidae. Seu nome comum se refere à forma de seu enorme bico.

## Características
É uma ave de cor cinzenta, com os filhotes apresentando uma plumagem acastanhada, nidifica no solo e geralmente põe dois ovos. Sua dieta consiste de peixes e rãs que caça nos pântanos e águas estagnadas da África tropical e oriental, particularmente em Uganda, onde o papiro cresce normalmente. A ave produz um som muito comparado com uma arma.

## Afinidades
Até agora foram descritos dois parentes fósseis da ave bico-de-sapato; Goliathia do Oligoceno Inferior do Egito e Paludavis do Mioceno Inferior do mesmo país. Tem sido sugerido que a enigmática ave fóssil africana Eremopezus é parente também, mas a evidência confirmou a falsidade desta hipótese. Tudo o que se sabe é que Eremopezus foi uma ave muito grande, provavelmente do tipo de ave não voadora com pés flexíveis, o que lhe permitia manusear bem a vegetação ou a presa.

## Extinção
Este animal é considerado uma espécie vulnerável, com menos de 10 mil espécimes existentes. Geralmente são caçados por agricultores de sua região, por serem considerados como uma ave que dá azar.